# Hurricane Carter (film)
Cet article concerne le film de Norman Jewison. Pour le boxeur dont le film narre la vie, voir Rubin "Hurricane" Carter.
Pour les articles homonymes, voir Hurricane.
Pour plus de détails, voir Fiche technique et Distribution.
Hurricane Carter (The Hurricane) est un film dramatique américain réalisé par Norman Jewison et sorti en 1999. Il retrace la vie du boxeur Rubin « Hurricane » Carter. Très critiqué et controversé, ce film serait plus une fiction fondée sur des faits réels qu'une véritable biographie.

## Synopsis
À la fin des années 1950, Rubin Carter, boxeur de talent, est condamné à la perpétuité pour un triple meurtre qu'il n'a pas commis. Décidé à faire connaitre sa vérité, il décide de publier son autobiographie. Malheureusement pour lui, sa situation n'évolue pas. Des années plus tard, un adolescent, convaincu de son innocence, décide de se battre à ses côtés pour lui rendre sa liberté.

## Fiche technique
- Titre original : The Hurricane
- Réalisation : Norman Jewison
- Musique : Christopher Young
- Directeur de la photographie : Roger Deakins
- Montage : Stephen E. Rivkin
- Distribution des rôles : Avy Kaufman
- Création des décors : Philip Rosenberg
- Direction artistique : Dennis Davenport
- Décorateur de plateau : Gordon Sim
- Création des costumes : Aggie Guerard Rodgers
- Production : Armyan Bernstein (en), Norman Jewison et John Ketcham
- Budget : 38 millions de dollars[1],[2]
- Box-office
  - USA : 50 699 241 $[3]
  - France : 353 216 entrées[4]
  - Monde} : 73 956 241 $[3]
- Genre : Drame
- Durée : 145 minutes
- Dates de sortie en salles : 
  - États-Unis : 14 décembre 1999 (première), 29 décembre 1999 (sortie limitée), 14 janvier 2000
  - France : 22 mars 2000
  - Belgique : 29 mars 2000

## Distribution
- Denzel Washington (VF : Emmanuel Jacomy ; VQ : Jean-Luc Montminy) : Rubin « Hurricane » Carter
- Vicellous Reon Shannon (en) (VF : Lucien Jean-Baptiste ; VQ : Patrice Dubois) : Lesra Martin
- Deborah Kara Unger (VF : Deborah Perret ; VQ : Nathalie Coupal) : Lisa Peters
- Liev Schreiber (VF : Olivier Destrez ; VQ : Daniel Picard) : Sam Chaiton
- John Hannah (VF : Pierre Tessier ; VQ : Alain Zouvi) : Terry Swinton
- Dan Hedaya (VF : Michel Fortin ; VQ : Marc Bellier) : Inspecteur Della Pesca
- Debbi Morgan (VQ : Hélène Mondoux) : Mae Thelma
- Clancy Brown (VF : Mathieu Buscatto ; VQ : Denis Mercier) : Lieutenant Jimmy Williams
- David Paymer (VF : Hervé Jolly ; VQ : Luis de Cespedes) : Myron Bedlock
- Harris Yulin (VF : Michel Ruhl ; VQ : Vincent Davy) : Leon Friedman
- Vincent Pastore : Alfred Bello
- Beatrice Winde : Louise Cockersham
- Garland Whitt : John Artis
- Marcia Bennett : Jean Wahl
- Rod Steiger (VF : William Sabatier ; VQ : Luc Durand) : le juge Sarokin

Sources et légende : version française (VF) sur Voxofilm. Version québécoise (VQ) sur Doublage Québec

## Controverses
Certains ont reproché au film d'avoir dénaturé la plupart des faits de la vie de Carter et de l'affaire elle-même. Parmi les critiques on retrouve Cal Deal, journaliste au Herald-News, Larry Elder, Thomas Clough, Barbara Burns, la fille de la victime Hazel Tanis, George Kimball de The Irish Times, Milan Simonich du Pittsburgh Post-Gazette, Lona Manning, le journaliste de The New York Times Selwyn Raab, Paul Mulshine de The Newark Star-Ledger et Jack Newfield du New York Post qui affirma : « J'ai connu Rubin Carter, assisté à ses combats, couvert son deuxième procès et je n'ai pas vu beaucoup de la réalité à l'écran. » 
Exemples : 
- Concernant sa jeunesse : 
  - Ses ennuis de justice lorsqu'il était jeune n'étaient pas liés à la blessure d'un pédophile pour protéger un ami et lui-même. C'était en réalité pour agression et vol.
  - Carter ne fut pas envoyé en centre de détention pour jeunes quand il était enfant, mais à 14 ans.
  - Carter était un violent vagabond de rue et fut condamné à 4 ans de prison pour trois agressions[10].
- Concernant sa période précédant le triple meurtre : 
  - Pendant sa période militaire, il passa quatre fois en cour martiale et renvoyé pour "inaptitude au service militaire". Le film le présente comme un soldat décoré alors qu'il n'a jamais obtenu de telles distinctions.
  - Carter n'était pas le prétendant numéro 1 au titre de champion du monde des poids moyens.
- Concernant la nuit de la fusillade : 
  - La nuit des meurtres, sa voiture fut stoppée deux fois, mais c'est seulement à la deuxième qu'il a été arrêté.
  - Carter n'était pas assis à l'avant.
  - La présence d'une arme à feu dans la voiture de Carter[10].
  - Le Lafayette Grill n'acceptait pas les afro-américains.
- Concernant l'affaire : 
  - Avery Cockersham n'est pas mort avant les procès de Carter.
  - Concernant Patricia Valentine : 
    - Le témoignage de Patricia Valentine est faussement donné comme: "les feux arrière éclairent tout l'arrière". Elle affirma sous serment que les feux arrière n'étaient pas éclairés sur toute la longueur de l'arrière.
    - Patricia Valentine n'a pas modifié son témoignage contrairement à ce qu'affirme l'enquêteur canadien joué par John Hannah.
    - Patricia Valentine avait 23 ans à l'époque des meurtres, et n'était pas une femme d'un certain âge.

  - Le film affirme à tort que Carter a été jugé par deux jurys entièrement composés de Blancs : le premier jury a effectivement été composé uniquement par des blancs. Mais le deuxième comprenait 2 afro-américains[10].
  - L'inspecteur raciste qui, selon le film, a harcelé Carter depuis son enfance, n'a jamais existé[10].
  - Le rapport de l'appel de police d'urgence n'a pas été falsifié dans le but d'enfermer Carter.{{Référence nécessaire}}
  - Carter n'a pas fait de discours devant la cour fédérale[10].
  - Les "90 jours de trou" de Carter ne sont pas notés dans son dossier pénitentiaire, ni relatés dans son autobiographie.
  - Concernant les Canadiens : 
    - Les Canadiens n'ont pas découvert de nouvelle preuve[10].
    - Les Canadiens n'ont pas trouvé les notes d'un enquêteur décédé[10].
    - Les policiers n'ont pas menacé les Canadiens[10].

## Récompenses et distinctions
Récompenses
- Ours d'Argent au Festival International du film à Berlin pour Denzel Washington.
- Black Reel Awards pour Denzel Washington.
- Golden Globes de la Meilleure Performance pour Denzel Washington.

Nominations
- Academy Awards du Meilleur Acteur dans le Rôle Principal pour Denzel Washington

## Autour du film
- La photo de Malcolm X dans la cellule de Rubin Carter est en réalité une image de Denzel Washington tirée du film  Malcolm X
- Denzel Washington a obtenu une nomination à l'Oscar du Meilleur Acteur Masculin en 2000
- Hurricane est également une chanson de l'album "Desire" (1976) de Bob Dylan, composée en 1975

Les célébrités suivantes apparaissent dans des images d'archive dans le film :
- Mohamed Ali
- Ellen Burstyn
- Rubin Carter
- Bob Dylan
- Joe Frazier